# Oberglatt
Oberglatt (toponimo tedesco) è un comune svizzero di 6 981 abitanti del Canton Zurigo, nel distretto di Dielsdorf.

## Monumenti e luoghi d'interesse

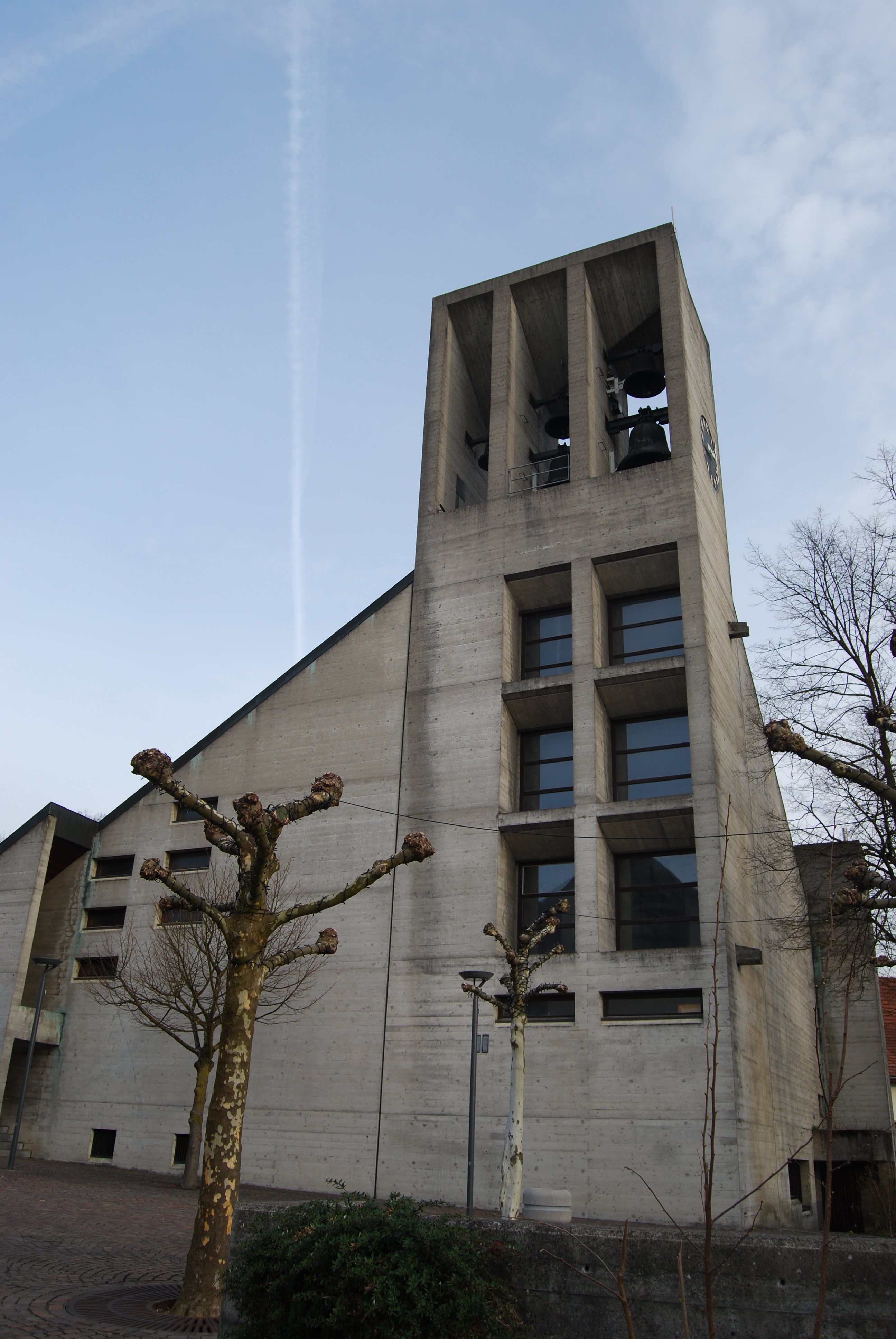
La chiesa riformata di San Maurizio

- Chiesa riformata di San Maurizio, attestata dal 1370 e ricostruita nel 1658 e nel 1962[1].

## Società

### Evoluzione demografica
L'evoluzione demografica è riportata nella seguente tabella:
Abitanti censiti

## Infrastrutture e trasporti
Oberglatt è servito dall'omonima stazione sulla ferrovia Oerlikon-Bülach; da essa si dirama la linea per Niederweningen.

## Amministrazione
Ogni famiglia originaria del luogo fa parte del cosiddetto comune patriziale e ha la responsabilità della manutenzione di ogni bene ricadente all'interno dei confini del comune.